# Hydropsyche ungulata
Hydropsyche ungulata là một loài Trichoptera trong họ Hydropsychidae. Chúng phân bố ở miền Australasia.